# Gnatholea faceta
Gnatholea faceta är en skalbaggsart som beskrevs av Holzschuh 1995. Gnatholea faceta ingår i släktet Gnatholea och familjen långhorningar. Inga underarter finns listade i Catalogue of Life.